# Phare de Wairoa
Le phare de Wairoa est un ancien phare relocalisé à Wairoa, dans la région d'Hawke's Bay (île du Nord), en Nouvelle-Zélande.
Le phare est enregistré par le Heritage New Zealand depuis novembre 1986   en tant que structure de catégorie II.

## Histoire
Le phare a été mis en service en 1878. Il se situait sur l'île Portland(Waikawa en Maori) juste au bout de Mahia Peninsula (en) dans la région de Hawke's Bay, à 65 km au sud-est de Wairoa.
Il a été désactivé en 1958 et remplacé par le phare de Portland Island.
L'ancien phare a été transféré en 1961 à Wairoa, sur le côté ouest de la rivière, où c'est maintenant le site de référence et historique le mieux connu de la ville. Il contient toujours sa lentille de Fresnel d'origine du 2e ordre qui émet une lumière blanche continue du coucher du soleil jusqu'à minuit.

## Description
Le phare  est une tour hexagonale en bois, avec une grande lanterne au dôme de cuivre, de 7 m de haut. Le phare est totalement peint en blanc.
Identifiant : ARLHS : NZL-089 .
|                        |
| Le phare (parc public) |

|                    |
| Le phare (la nuit) |

### Lien connexe
- Liste des phares de Nouvelle-Zélande